# Charlie Houchin
Charles Houchin-detto Charlie- (Lake Forrest, 3 novembre 1987) è un ex nuotatore statunitense.

## Carriera
Seppur nuotando solo in batteria, ha fatto parte della squadra olimpica americana che nel 2012 ha trionfato nella 4x200m stile libero ai Giochi di Londra.

## Palmarès
- Olimpiadi

Londra 2012: oro nella 4x200m sl.
- Mondiali

Barcellona 2013: oro nella 4x200m sl.
- Mondiali in vasca corta

Dubai 2010: argento nella 4x200m sl.
- Giochi Panamericani

Guadalajara 2011: oro nei 400m sl e nella 4x200m sl.